# Groupe affine
 (février 2023).
Si vous disposez d'ouvrages ou d'articles de référence ou si vous connaissez des sites web de qualité traitant du thème abordé ici, merci de compléter l'article en donnant les références utiles à sa vérifiabilité et en les liant à la section « Notes et références ».
Les automorphismes d'un espace affine A constituent un groupe appelé groupe affine de A et noté GA(A). 
En notant E l'espace vectoriel qui dirige A, l'application qui à tout automorphisme u de A fait correspondre l'automorphisme f de E associé à u est un morphisme du groupe affine GA(A) dans le groupe linéaire GL(E). Son noyau forme le groupe des translations.
GA(A) est isomorphe au produit semi-direct du groupe additif de E par GL(E). Il est donc engendré par les translations, les transvections et les dilatations.
Le groupe ax + b est le groupe affine GA(ℝ) de la droite réelle.